# Mohammed Ziane
Ne doit pas être confondu avec Mohamed Ziane (football).
Pour les articles homonymes, voir Ziane.
Mohammed Ziane, né le 14 février 1943 à Malaga (Espagne), est un avocat et homme politique marocain.
Fondateur du parti marocain libéral, il a été grand bâtonnier des ordres des avocats du Maroc et ministre des Droits de l'Homme dans plusieurs gouvernements de Abdellatif Filali.
Il a été longtemps réputé proche du pouvoir.
Alors qu'il approche de l'âge de 80 ans, il devient beaucoup plus contestataire vis-à-vis du régime marocain,. Certains lui reprochent son passé et de verser dans le populisme afin de soutenir son parti politique.
Il accepte aussi de devenir l'avocat de Nasser Zefzafi lors de son procès lié au Hirak du Rif.
Il est l'avocat du journaliste Taoufik Bouachrine, directeur de Akhbar al Yaoum dont il décrit l'arrestation comme politique et une tentative de museler la « presse libre ».
En 2022, à la suite d'une plainte déposée par le ministre de l'Intérieur, il est condamné à trois ans de prison.

## Biographie
En 1963, Mohammed Ziane suit des études secondaires à Genève en Suisse. En 1967, il est diplômé en droit public à la Faculté des sciences juridiques de Rabat. En 1968-1969, il obtient un CES en droit public, sociologie générale et relations internationales.

### Parcours d'avocat
De 1965 à 1968, il travaille comme haut fonctionnaire au ministère de l'Agriculture puis démissionne. En 1971, il est avocat titulaire au barreau de Rabat, et devient l'avocat du gouvernement marocain durant les « années de plomb ».
Il est alors réputé proche d'Ahmed Reda Guedira alors conseiller du roi Hassan II. Malgré les différends qui l'opposaient à Driss Basri, il fait partie des personnes qui assistent à son enterrement après son exil.
En 2006, il prend la tête du barreau de Rabat.
En 2008, il prend la défense de Christophe Curutchet, un ressortissant français condamné à 8 ans de prison pour trafic de drogue qui retrouvera la liberté après 18 mois d'incarcération.
Il a été également avocat de l'ESISC (Centre européen pour le renseignement stratégique et la sécurité). En 2009, il fait condamner l'hebdomadaire Le Journal à leur verser 250 000 euros pour préjudice subi et atteinte à sa notoriété.
En août 2014, Mohammed Ziane rédige une lettre ouverte adressée au ministre de la Justice Mustapha Ramid dans laquelle il dénonce 13 cas de corruption. Alors qu'il pouvait transmettre le dossier à l'instance centrale de la prévention (ICPC), il préfère exposer ces cas de corruption publiquement en expliquant que l'ICPC dépend du parquet, un organe lui-même corrompu.
En 2017, il est l'avocat de Nasser Zefzafi, le chef du mouvement « Hirak » de contestation populaire. Il ne sera plus son avocat après avoir rendu publique la lettre de M. Zefzafi attestant que Nasser n'est ni séparatiste ni révolutionnaire,.
En 2018, il défendra Taoufik Bouachrine,, directeur du quotidien indépendant Akhbar al-Yaoum dans un procès très controversé. Lors du procès du journaliste, plusieurs femmes qui refusent de l'accuser de viol sont arrêtées par la police et donnent une tout autre dimension au procès. D'autres « victimes » quittent le pays et affirment avoir été menacées si elles ne l'accusent pas de viol. Devant le tribunal, il dénonce un procès qui est politisé et un abus des services de sécurité.
À la suite de ces affaires, il fera l'objet de plusieurs poursuites judiciaires liées au propos qu'il a tenus à ses plaidoiries. Le parquet exige du Barreau de Rabat que Me Ziane soit radié de l'ordre des avocats. Mais le conseil de l'ordre des avocats refuse d'appliquer la suspension. Puis, une décision de justice oblige l'ordre à le suspendre momentanément de l'activité d'avocat.

### Parcours politique
En 1985 et 1986, il est président de la commission de la législation et de la fonction publique. De 1985 à 1996, il est membre du conseil municipal de Rabat, et de 1985 à 1997, il est également député de Rabat (1re circonscription).
De 1991 à 1997, il est membre du conseil consultatif des droits de l'homme. De mars 1995 à février 1996, il est ministre délégué aux Droits de l'homme. Il démissionnera de son poste de ministre en 1996 à la suite de ses désaccords avec la politique gouvernementale d'assainissement. Il sera le premier ministre Marocain à annoncer sa démission en direct sur le journal d'une chaine télévisé.
Mohammed Ziane a également été membre du bureau politique de l'Union constitutionnelle (dont il démissionnera), le fondateur de la publication Al Hayat Al Yaoumiya, et le coordinateur national du parti marocain libéral.

### Opposition politique
Il a critiqué à plusieurs reprises publiquement les abus des services de renseignement.
Le site Chouf TV publiera une vidéo où l'on voit « un homme dos nu et une femme qui l'essuie » et affirmera que c'est une vidéo de « Me Ziane en compagnie d'une prostituée dans une maison close ». Une réaction violente de l'opinion publique contre cette diffusion poussera la police judiciaire à supposer qu'il s'agit d'une chambre d'hôtel, le Dawliz, et que les personnes visibles sont Me Ziane et sa cliente, Ouahiba Khourchich, qui accuse le chef de la police de El Jadida de harcèlement sexuel. Me Ziane et sa cliente publieront une expertise de NCAVF qui affirme qu'il s'agit d'un montage et interrogeront l'opinion publique pourquoi le site Chouf TV n'a pas été poursuivi par le ministère public pour cette « fausse publication ».
En février 2022, il est poursuivi en justice par le ministère de l'Intérieur pour 11 chefs d’accusations : 
- « Atteinte à l'honneur et aux sentiments de l'autorité »
- « Offense à un haut fonctionnaire de l'état »
- « Outrage à la justice »
- « Injure contre un corps constitué »
- « Adultère »
- « Diffamation »
- « Propagation d'informations mensongères et calomnieuses » propos d'une femme à cause de son sexe»
- « Adultère »
- « Immigration illégale »

Mohammed Ziane est condamné à trois ans de prison ferme et à des amendes de 5000 dirhams, d’un dirham symbolique pour l’État marocain et de 100 000 dirhams pour une ancienne cliente avec laquelle il serait en litige. Il fait appel du jugement et restera en liberté jusqu'au procès en appel où ni lui ni ses avocats n'ont assisté,.
En novembre 2022, il est arrêté par plusieurs policiers et mis en détention. L'arrestation a eu lieu après qu'il a donné une interview au journal espagnol El Independiente. Dans cette interview, il critique ouvertement les absences prolongées du roi du Maroc Mohammed VI et propose au monarque, si celui ci n'est plus en état de diriger le pays, d'abdiquer en faveur de son fils Moulay el-Hassan. En février 2024, Mohamed Ziane commence une grève de la faim pour réclamer sa libération.
Le 8 mai 2025, après une audience marathon de plus de 12 heures marqué par une polarisation entre appels à un durcissement des peines et demandes pressantes de libération , la Cour d’appel de Rabat a réduit la peine prononcée  du capitaine et ancien ministre Muhammad Zian de cinq ans à trois ans.